# Palazzo Orsini di Gravina
Le palazzo Orsini di Gravina est un palais de Naples, situé dans le centre historique de la ville.
Bel exemple de l'architecture Renaissance de type toscan et romain, cet édifice abrite depuis 1936 le siège de la faculté d'architecture de l'université Frédéric II.

## Histoire

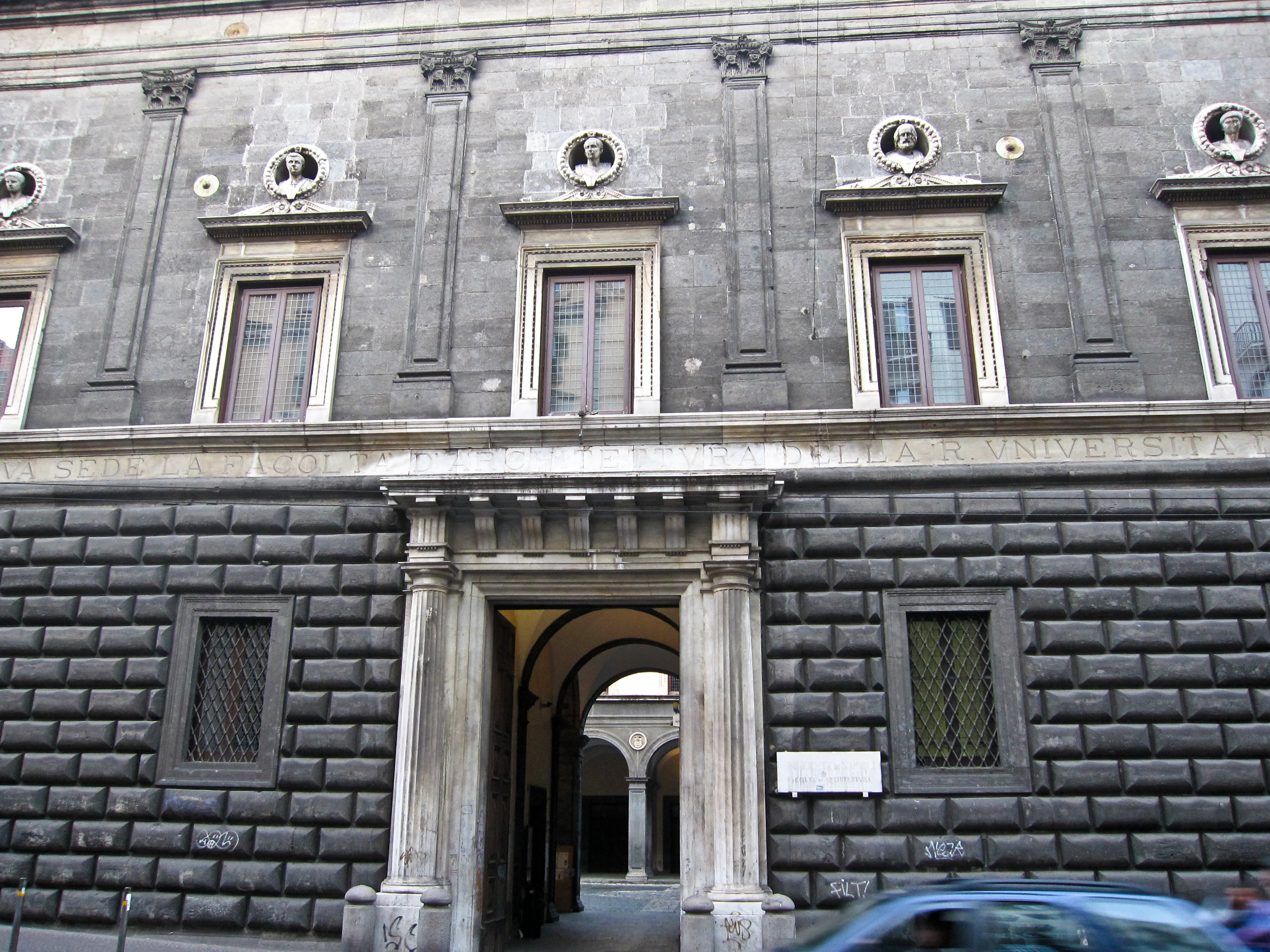
Détail de l'entrée

Les origines du bâtiment remontent à 1513, lorsque Ferdinando Orsini, duc de Gravina in Puglia, fait l'acquisition pour une centaine de ducats, d'un terrain appartenant à la basilique Santa Chiara de Naples.
Le projet est confié à l'architecte napolitain Gabriele d'Agnolo, actif dans la première moitié du XVIe siècle. Entre 1548 et 1549 Giovanni Francesco Di Palma réalise quelques-uns des dessins des bustes en marbre de la famille Orsini, ainsi que certains encadrements des fenêtres du palais ; dans l'intervalle, a été achevée la toiture.

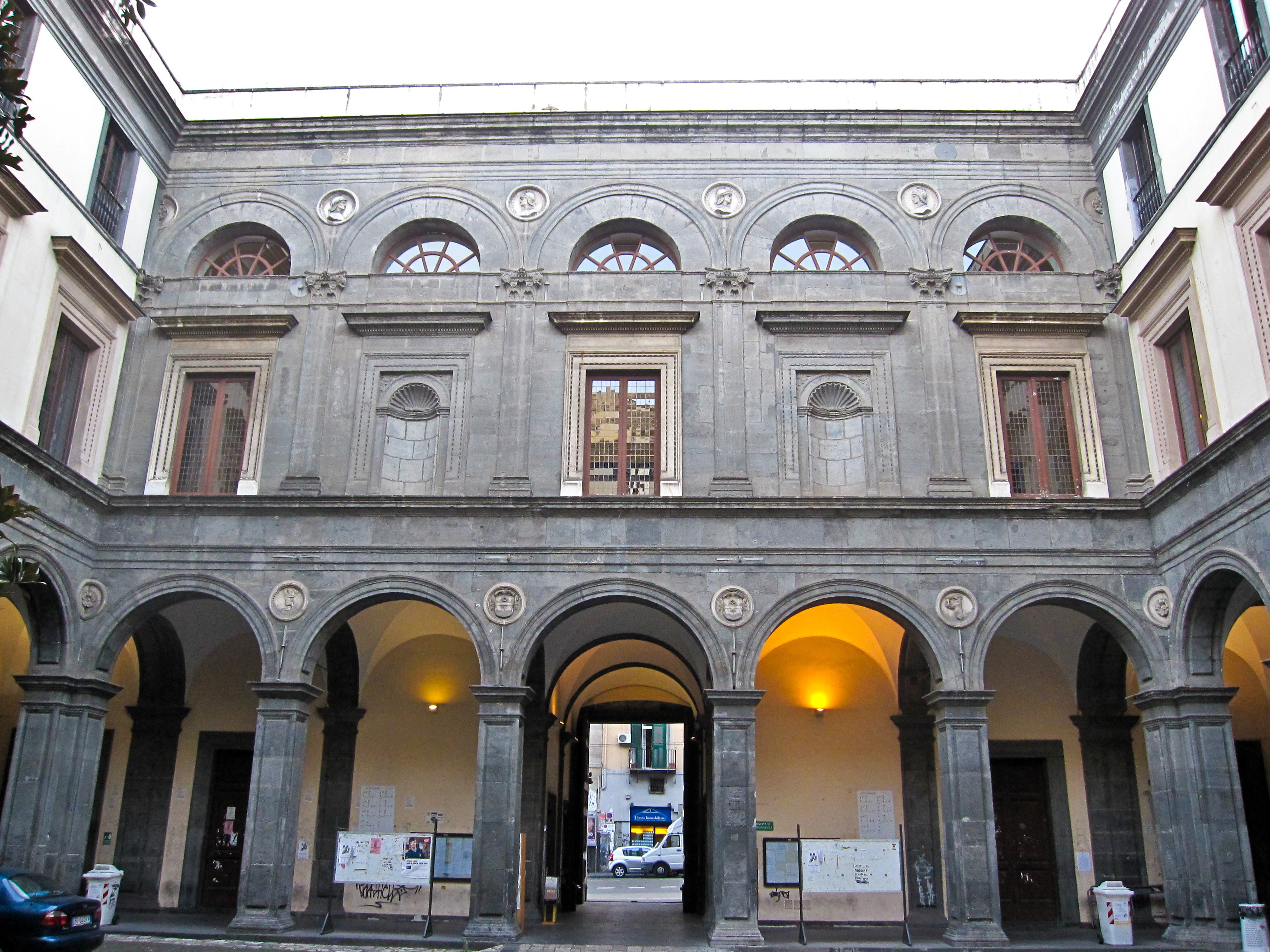
La contre-façade du palais

Le palais connaît par la suite plusieurs changements de propriétaires, tous issus de la famille Orsini.
En 1742, le palais est acquis par le cardinal Benedetto Orsini, ambassadeur du roi de Naples près le Saint-Siège. Celui-ci engage quelques travaux de restauration, confiés à l'architecte Mario Gioffredo, qui créera notamment le majestueux portail d'entrée. Dans le même temps, les salons sont décorés de fresques, par des peintres comme Francesco de Mura, Giuseppe Bonito et Fedele Fischetti.
En 1799, sous l'occupation française du royaume de Naples, le palais est réquisitionné pour devenir la résidence du général Paul Thiébault.
Le XIXe siècle a été une période de changements pour l'édifice. Racheté par Giulio Cesare Ricciardi, comte de Camaldoli, le palais bénéficie d'un chantier de rénovation quasi-complet, sous la supervision de l'architecte Nicola d'Apuzzo. Cependant, celui-ci transforme radicalement la structure, s'attirant de nombreuses critiques : il ouvre par exemple des boutiques dans la façade principale, rompt la continuité originelle en supprimant les bustes au-dessus des fenêtres pour faire place à des balcons, et alourdit l'ensemble par la réalisation d'un deuxième étage.

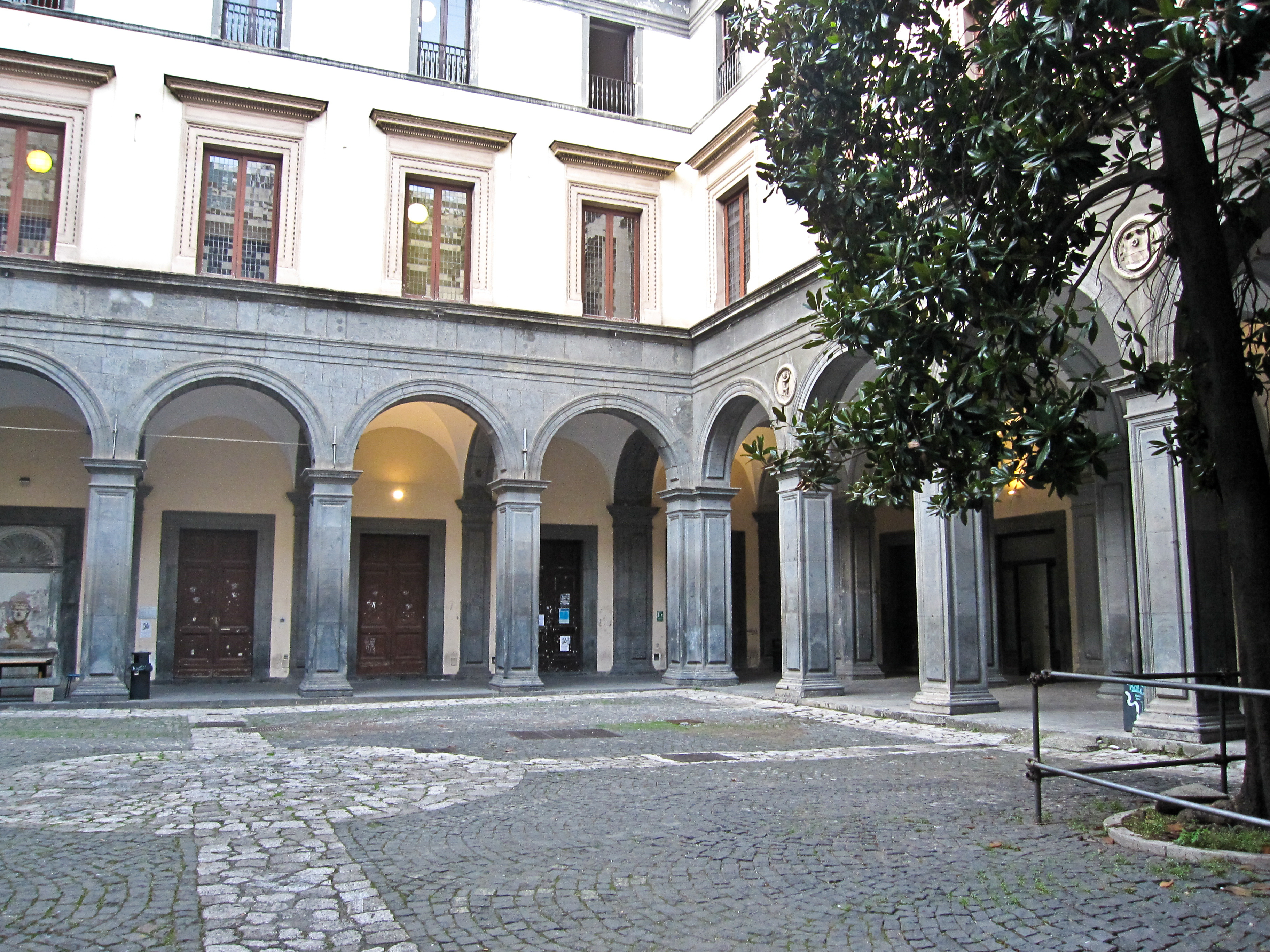
La cour intérieure du palais

Le 15 mai 1848, le palais est ravagé par un incendie qui cause cependant peu de dommages structurels à l'édifice. Dès l'année suivante, le palais est restauré. 
Peu avant le Risorgimento, le palais devient le siège de l'administration fiscale des Deux-Siciles et, après l'unification italienne, il sert de simple bureau de poste. Au cours de cette période, deux personnalités napolitaines y travaillent : Matilde Serao, comme télégraphiste, avant qu'elle ne devienne écrivaine et journaliste aux côtés d'Edoardo Scarfoglio ; E. A. Mario, qui était au siège social avant de devenir un célèbre parolier en Italie et à l'étranger, écrivant, entre autres, La chanson de la Piave.
En 1936, le palais bénéficie d'une nouvelle restauration menée par Camillo Guerra : les fondations sont renforcées avec du béton armé ; le deuxième étage ajouté au XIXe siècle est supprimé. Depuis lors, le palais abrite le siège de la faculté d'architecture de l'université Frédéric II.

## Architecture

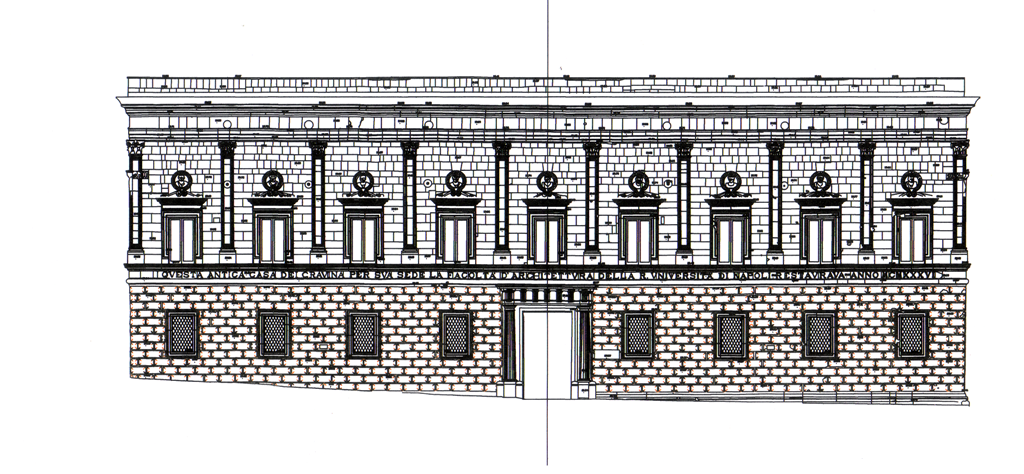
Façade du palais.

Le palais présente une structure carrée qui s'élève sur un rez-de-chaussée et un étage noble. De la structure du XVIe siècle, ne reste aujourd'hui que la façade principale, ornée de bossages, de pilastres d'ordre composite en piperno, et ponctuée par les corniches en marbre des fenêtres. Au-dessus de chacune d'entre elle, une niche en médaillon accueille une représentation en buste de membres de la famille Orsini. Ces sculptures sont dues à Vittorio de Ghiberti, artiste du début du XVIe siècle.
À l'intérieur, la cour comporte une fontaine, tandis que dans les salons, on trouve encore les vestiges de fresques qui ont été détachées.